# سوباتشاي بانتشباكدي
سوباتشاي بانيتشباكدي أو الدكتور سوباتشاي بانيتشباكدي (بالإنجليزية: Supachai Panitchpakdi)‏ هو الأمين العام الحالي لمؤتمر الأمم المتحدة للتجارة والتنمية أو الأونكتاد.

## المولد والنشأة
هو من مواليد 30 مايو 1946 في مدينة (بانكوك، تايلاند) هو الأمين العام لمؤتمر الأمم المتحدة للتجارة والتنمية (الأونكتاد). قبل ذلك، كان المدير العام لمنظمة التجارة العالمية من 1 سبتمبر 2002 إلى 1 سبتمبر 2005. وكان خلفه باسكال لامي.

## المناصب
في عام 1986 عين سوباتشاي بانيتشباكدى نائب وزير الشؤون المالية بتايلاند، ولكن عندما تم حل البرلمان في عام 1988 ترك السياسة وأصبح رئيسا للبنك العسكري التايلاندي. في عام 1992 عاد إلى السياسة وأصبح نائب رئيس الوزراء حتى عام 1995، المسؤولة عن التجارة والاقتصاد. أثناء الأزمة المالية الآسيوية في شهر نوفمبر 1997 عاد مرة أخرى ليصبح نائب رئيس الوزراء وأصبح أيضا وزير التجارة.
في سبتمبر 1999 تم انتخابه ليصبح المدير العام لمنظمة التجارة العالمية (WTO)، متقاسما بذلك المنصب مع منافسه مايك مور عندما لا يمكن التوصل إلى قرار. والتحق بالمكتب في 1 سبتمبر 2002 في النصف الثاني بعد مدة ست سنوات.

## العمل الحالي
في مارس 2005، تم تعيينه ليصبح الأمين العام لمؤتمر الأمم المتحدة للتجارة والتنمية (الأونكتاد) بعد فترة عظيمة ولايته في منظمة التجارة العالمية، وهو آخر منصب تولاه في أواخر عام 2005. تم تعيينه لولاية ثانية مدتها اربع سنوات في سبتمبر 2009. حرص على إصلاح وتنشيط المنظمة، وأنشأ فريقا من الشخصيات البارزة للإشراف على بدء إصلاح الأونكتاد.

## الدرجات العلمية
حصل الدكتور سوباتشاي على درجة الماجستير في الاقتصاد والتخطيط والتنمية، ثم على شهادة الدكتوراة في التخطيط الاقتصادي والتنمية من كلية الاقتصاد بهولندا (التي تعرف الآن باسم جامعة إراسموس في روتردام). ففي عام 1973، أكمل رسالة الدكتوراه تحت إشراف البروفيسور يان تينبرغن، الحائز على جائزة نوبل الأولى في الاقتصاد، وفي العام نفسه ذهب إلى جامعة كامبردج كزميل زائر لإجراء أبحاث على نماذج التنمية.
له العديد من الكتب، بما في ذلك النمو التعليمية في البلدان النامية (1974)، العولمة والتجارة في الألفية الجديدة (2001) والصين ومنظمة التجارة العالمية : تغيير الصين، وتغيير التجارة العالمية (2002، وشارك في تأليفها مع مارك كليفورد).

## وصلات خارجية
- سوباتشاي بانتشباكدي على موقع مونزينجر (الألمانية)
- سوباتشاي بانتشباكدي
- السيرة الذاتية للدكتور سوباتشاي بانيتشباكدي
- الموقع الرسمي منظمة الأونكتاد